# Avo Soots
Avo Soots (ur. 14 listopada 1951 w Tallinnie, zm. 3 sierpnia 2005 tamże) – estoński kierowca wyścigowy.

## Kariera
W latach 60. rywalizował w kartingu. W 1974 roku zadebiutował w Sowieckiej Formule 4 podczas niewliczanego do mistrzostw wyścigu na torze Pirita-Kose-Kloostrimetsa, gdzie zajął jedenaste miejsce. Rok później zajął drugie miejsce na torze Bikernieki. W roku 1976 Estończyk powtórzył ten rezultat. W roku 1977 startował w Formule Easter. Dwukrotnie był wówczas trzeci na torze Bikernieki, a w wyścigu na Pirita-Kose-Kloostrimetsa zajął drugie miejsce.
W sezonie 1978 jako fabryczny kierowca TARK zadebiutował w Sowieckiej Formule 3. Zajął wówczas piętnaste miejsce w klasyfikacji, natomiast w mistrzostwach Estonii był trzeci. Identyczną pozycję w klasyfikacji zajął rok później, a w Sowieckiej Formule 3 był siódmy. W roku 1980 był jedenasty w mistrzostwach ZSRR oraz drugi w mistrzostwach Estonii. W 1981 roku został mistrzem Estonii, natomiast w ZSRR zajął czwarte miejsce. Wygrał nieoficjalny wyścig na torze Bikernieki, a w mistrzostwach na tym samym torze zajął drugie miejsce. Rok 1982 Soots zakończył na trzeciej pozycji w mistrzostwach Estonii oraz ósmej w klasyfikacji Związku Radzieckiego. W sezonie 1983 był szósty w Sowieckiej Formule 3, zdobywając podium w Bikerniekach.
W sezonie 1984 zaczął ścigać się Estonią 21M. Po wywalczeniu dwóch podiów zajął trzecie miejsce w klasyfikacji Sowieckiej Formuły 3. W roku 1985 wygrał pierwszy wyścig w Sowieckiej Formule 3, co miało miejsce na torze Bikernieki. Soots ponadto ponownie zajął trzecie miejsce w klasyfikacji ogólnej. Rok 1986 Estończyk zakończył na drugim miejscu w klasyfikacji generalnej, ulegając mistrzowi Aleksandrowi Potiechinowi o trzy punkty. Zdobył ponadto mistrzostwo Estonii. W ostatnim roku istnienia Sowieckiej Formuły 3 – 1987 – był siódmy w klasyfikacji. Po raz trzeci zdobył natomiast mistrzostwo Estońskiej Formuły 3.
Po rozwiązaniu Sowieckiej Formuły 3 ścigał się w Formule Mondial. Po zdobyciu trzech podiów zajął trzecie miejsce w mistrzostwach Związku Radzieckiego. Został również mistrzem Estonii. W 1989 roku nie był klasyfikowany w Formule Mondial, a rok później był szósty.
Jego brat, Vallo, również był kierowcą wyścigowym.

## Wyniki w Sowieckiej Formule 3
| Legenda oznaczeń w tabelach wyników Wyświetl szablon na nowej stronie | Legenda oznaczeń w tabelach wyników Wyświetl szablon na nowej stronie                                                                     |
| Oznaczenie                                                            | Wyjaśnienie |
| --------------------------------------------------------------------- | --- |
| Złoty                                                                 | Zwycięzca lub mistrzostwo |
| Srebrny                                                               | 2. miejsce lub wicemistrzostwo |
| Brązowy                                                               | 3. miejsce lub II wicemistrzostwo |
| Zielony                                                               | Ukończył, punktował (w klasyfikacji generalnej, gdy zdobył co najmniej jeden punkt na przestrzeni sezonu, poza trzema powyższymi opcjami) |
| Niebieski                                                             | Ukończył, nie punktował (w klasyfikacji generalnej, gdy nie zdobył co najmniej jednego punktu na przestrzeni sezonu)                      |
| Czerwony                                                              | Nie zakwalifikował się (NZ) |
| Czerwony                                                              | Nie prekwalifikował się (NPK) |
| Różowy                                                                | Nie ukończył (NU) |
| Różowy                                                                | Niesklasyfikowany (NS) (w klasyfikacji generalnej, gdy nie został sklasyfikowany w żadnym wyścigu sezonu)                                 |
| Czarny                                                                | Zdyskwalifikowany (DK) |
| Czarny                                                                | Wykluczony (WYK/EX) |
| Biały                                                                 | Nie wystartował (NW) |
| Biały                                                                 | Kontuzjowany (K/INJ) |
| Biały                                                                 | Wyścig odwołany (OD/C) |
| Bez koloru                                                            | Został wycofany (WYC/WD) |
| Bez koloru                                                            | Nie przybył (NP/DNA) |
| Bez koloru                                                            | Nie brał udziału w treningach (NT/DNP) |
| Bez koloru                                                            | Nie został zgłoszony (–) |
| Pogrubienie                                                           | Start z pole position |
| Kursywa                                                               | Najszybsze okrążenie wyścigu |
| †                                                                     | Nie ukończył, ale jego rezultat został zaliczony ze względu na przejechanie więcej niż 90% dystansu wyścigu.                              |
| *                                                                     | Sezon w trakcie |
| 1/2/3                                                                 | Punktowana pozycja w sprincie kwalifikacyjnym                                                                                             |
| Lista systemów punktacji Formuły 1                                    | |

| Rok  | Zespół                  | Samochód    | Silnik | Wyniki w poszczególnych eliminacjach | Wyniki w poszczególnych eliminacjach | Wyniki w poszczególnych eliminacjach | Wyniki w poszczególnych eliminacjach | Pkt.  | Msc. |
| ---- | ----------------------- | ----------- | ------ | ------------------------------------ | ------------------------------------ | ------------------------------------ | ------------------------------------ | ----- | ---- |
| 1978 |                         |             |        |                                      |                                      |                                      |                                      | 52    | 15   |
| 1978 | Tallinna Autoremondi KT | Estonia 19  | Łada   | 16                                   | 13                                   | NU                                   |                                      | 52    | 15   |
| 1979 |                         |             |        |                                      |                                      |                                      |                                      | 116   | 7    |
| 1979 | Tallinna Autoremondi KT | Estonia 19  | Łada   | 10                                   | 4                                    | DK                                   |                                      | 116   | 7    |
| 1980 |                         |             |        |                                      |                                      |                                      |                                      | 91    | 11   |
| 1980 | Tallinna Autoremondi KT | Estonia 20  | Łada   | 7                                    | 11                                   | NU                                   |                                      | 91    | 11   |
| 1981 |                         |             |        |                                      |                                      |                                      |                                      | 157   | 4    |
| 1981 | Tallinna Autoremondi KT | Estonia 20  | Łada   | 4                                    | NU                                   | 2                                    |                                      | 157   | 4    |
| 1982 |                         |             |        |                                      |                                      |                                      |                                      | 121   | 8    |
| 1982 | Tallinna Autoremondi KT | Estonia 20  | Łada   | 7                                    | 6                                    | NU                                   |                                      | 121   | 8    |
| 1983 |                         |             |        |                                      |                                      |                                      |                                      | 117   | 6    |
| 1983 | Kalev Tallinn           | Estonia 20  | Łada   | 12                                   | 3                                    |                                      |                                      | 117   | 6    |
| 1984 |                         |             |        |                                      |                                      |                                      |                                      | ?     | 3    |
| 1984 | Kalev Tallinn           | Estonia 21M | Łada   | 6                                    | 3                                    | 2                                    |                                      | ?     | 3    |
| 1985 |                         |             |        |                                      |                                      |                                      |                                      | 164   | 3    |
| 1985 | Kalev Tallinn           | Estonia 21M | Łada   | 5                                    | NU                                   | 1                                    |                                      | 164   | 3    |
| 1986 |                         |             |        |                                      |                                      |                                      |                                      | 166   | 2    |
| 1986 | Tartu ARK               | Estonia 21M | Łada   | 3                                    | 2                                    |                                      |                                      | 166   | 2    |
| 1987 |                         |             |        |                                      |                                      |                                      |                                      | 172,5 | 7    |
| 1987 | Tartu ARK               | Estonia 21M | Łada   | 12                                   | 2                                    | NU                                   | 10                                   | 172,5 | 7    |